# Teaser (Tommy Bolin)
Teaser è un album del chitarrista Tommy Bolin, pubblicato nel 1975 dalla Nemperor Records.

## Il disco
Teaser può considerarsi la summa del "Tommy Bolin pre-Deep Purple". In questo album infatti ritroviamo tutte le sfaccettature musicali di questo chitarrista: jazz, funky, fusion, samba, rock, country, reggae. Il tutto supportato da una solida base blues.
Il parto di questo album è alquanto travagliato perché inizia nei primi mesi del 1975 quando Bolin, dopo la fine dell'avventura con i James Gang, decide che i tempi sono maturi per dare il via alla propria carriera solista, e così con gli amici Stanley Sheldon e Bobby Berge comincia a provare ai Glen Holly Studios di Los Angeles.
La Atlantic Records fiuta l'affare e vorrebbe accaparrarselo ma nel discutere il contratto tenta di imporgli le proprie scelte (cernita delle canzoni, scelta del produttore per il disco, ecc.) ma Bolin non ci sta e così, grazie all'aiuto dell'amico e produttore Barry Fey, firma per la Nemperor Records di Nat Weiss (aprile 1975).
Quando si sta pianificando "la scaletta" per la registrazione dell'album (giugno 1975), Bolin è invitato da David Coverdale ad unirsi ai Deep Purple, che stanno cercando di rimpiazzare Ritchie Blackmore (hanno già provato l'ex-Colosseum Clem Clempson ma a David Coverdale e a Glenn Hughes non va a genio). Bolin vorrebbe rifiutare ma sa benissimo che l'eventuale reclutamento nei Deep Purple (una delle più famose rock band di tutti i tempi) gli darebbe una buona pubblicità e gli permetterebbe di vendere milioni di copie del suo Teaser; così, dopo una settimana di prove, i Deep Purple annunciano di avere un nuovo chitarrista: Tommy Bolin.
A questo punto il chitarrista deve dividersi tra i Deep Purple (Come Taste the Band viene registrato tra l'agosto e il settembre del 1975 ai Musicland Studios di Monaco di Baviera) e la sua carriera solista. Per la registrazione di Teaser Bolin si avvale di amici (Stanley Sheldon e Bobby Berge) e di altri musicisti (tra i quali Jan Hammer, Dave Foster, Jeff Porcaro, Michael Walden, Phil Collins) con la supervisione di Lee Kiefer, Davey Moore, Michael Bronstein e il missaggio di Dennis MacKay (presso i Trident Studios di Londra). Le sessioni per l'album iniziano a luglio agli studi The Record Plant di Los Angeles, proseguono a settembre agli Electric Lady Studios di New York e terminano in ottobre ai Trident Studios di Londra (dove si procede anche al missaggio del materiale).
Teaser e Come Taste the Band escono entrambi nell'ottobre del 1975, a pochi giorni di distanza l'uno dall'altro, e Bolin ottiene il permesso dai Deep Purple di applicare al suo album solista un adesivo in cui si fa presente che egli è il chitarrista dei Deep Purple.
Teaser vende bene e la critica dà un giudizio molto positivo ma sfortunatamente l'album non può essere pubblicizzato da una tournée perché egli è già impegnato (per contratto) nel tour promozionale di Come Taste the Band con i Deep Purple; ciò provoca in lui un forte svilimento con il conseguente aumento dell'uso di eroina (di cui era dipendente già dai tempi dei James Gang) e causa forti tensioni con i Deep Purple.
Comunque canzoni come The Grind, Homeward Strut, Savannah Woman o People, People danno la misura di quanto e quale fosse lo smisurato talento di questo sconosciuto chitarrista di Sioux City, capace di "giocare" con i generi e le influenze musicali riuscendo sempre a creare una miscela esplosiva.

## Tracce

### Lato A
1. The Grind (Bolin/Sheldon/Tesar/Cook) - 3:29
2. Homeward Strut (Bolin) - 3:57
3. Dreamer (Cook) - 5:09
4. Savannah Woman (Bolin/Cook) - 2:47
5. Teaser (Bolin/Cook) - 4:26

### Lato B
1. People, People (Bolin) - 4:56
2. Marching Powder (Bolin) - 4:14
3. Wild Dogs (Tesar/Bolin) - 4:40
4. Lotus (Tesar/Bolin) - 3:57

## Musicisti

### Artista
- Tommy Bolin - chitarra, voce

### Altri musicisti
- Stanley Sheldon - basso (tracce 1, 2, 3, 5, 6, 7)
- Paul Stallworth - basso (tracce 4, 8, 9)
- Dave Foster - pianoforte, sintetizzatore (tracce 1, 2, 3)
- Jan Hammer - sintetizzatore (tracce 6, 7), batteria (traccia 6)
- Ron Fransen - pianoforte (traccia 9)
- Dave Sanborn - sassofono (tracce 6, 7)
- Jeff Porcaro - batteria (tracce 1, 2, 3, 5)
- Prairie Prince - batteria (tracce 4, 8)
- Michael Walden - batteria (traccia 7)
- Bobbie Berge - batteria (traccia 9)
- Phil Collins - percussioni (traccia 4)
- Sammy Figueroa - percussioni (tracce 6, 7)
- Rafael Cruz - percussioni (tracce 6, 7)
- Dave Brown - cori (traccia 1)
- Lee Kiefer - cori (traccia 1)